# Великопілля (Мінська область)
Великопілля (біл. вёска Велькапольле) — село в складі Червенського району Мінської області, Білорусь. Село підпорядковане Лядівській сільській раді, розташоване в центральній частині області.